# Chalcothore montgomeryi
Chalcothore montgomeryi – gatunek ważki z rodziny Polythoridae; jedyny przedstawiciel rodzaju Chalcothore. Występuje w stanie Bolívar we wschodniej Wenezueli.